# Sieciesława
Sieciesława, Siecsława, Siecława, Siesława – jest to albo staropolskie imię żeńskie, złożone z członu Siecie- ("rozumieć, przypomnieć sobie, domyślać się, czuć, spostrzegać") i -sława ("sława"), które może oznaczać "domyślająca się przyszłej sławy", lub też neologizm i jego pochodne, powstały z imienia Sieciech, kiedy świadomość pochodzenia tego imienia zatarła się i błędnie zostało ono uznane za imię kończące się członem -sław (zamiast -ciech). W źródłach polskich poświadczone jako Sieciesława (XII wiek), Siecsława (1395), Siesława (1497).
Męskie odpowiedniki: Sieciesław, Siecsław, Siecław, Siesław.
Sieciesława imieniny obchodzi 6 kwietnia.